# How Do You Say...Love
A How Do You Say...Love című dal az amerikai Deee-Lite együttes 3. kislemeze a World Clique debütáló albumról. A dal nem volt túl sikeres, ezért a korábbi sláger Groove Is in the Heart című dal remixei is helyet kaptak a lemezen. A dal Írországban a 24.,[forrás?]míg az Egyesült Királyságban az 52. helyen végzett.[forrás?]

## Megjelenések
12"  Németország  Elektra – 7559-66577-0
- A1 How Do You Say ... Love (Extended "A Delicious Pal Joey Dub")  3:28
- A2 Frenchapella  0:56
- B1 Groove Is In The Heart (Bootsified To The Nth Degree) 5:05
- B2 Groove Is In The Heart (Jelly Jam Beats) 2:09

7"  Egyesült Királyság  Elektra – EKR 118
- How Do You Say ... Love (A Delicious Pal Joey Dub)
- Groove Is In The Heart (Bootsified To The Nth Degree - Edit)

## Külső hivatkozások
- Megjelenések a Discogs.com oldalán[3]
- A dal szövege[4]